# Voyage au centre de Paris
Voyage au centre de Paris est un roman d'Alexandre Lacroix paru en 2013 aux éditions Flammarion.

## L'histoire
La structure du roman est inspirée de Danube de Claudio Magris. Dans Danube, un narrateur imaginaire parcourt le fleuve, de sa source à la Mer Noire, effectuant ainsi un voyage de près de 3000 kilomètres ; il rapporte à la fois l’histoire de la Mitteleuropa et ses propres impressions.
Voyage au centre de Paris est de même un roman géographique, mais les dimensions du parcours sont réduites au minimum. Le narrateur marche dans le centre de Paris, en une après-midi, depuis Jardins du Luxembourg jusqu’au quartier du Temple, selon un itinéraire de cinq ou six kilomètres. Il s’adresse en pensée à la femme qu’il aime, Jeanne. Ses souvenirs se mêlent à l’évocation des lieux.
La notion de dérive psychogéographique, chère aux situationnistes, est un autre fil rouge dans cette rêverie ; elle renvoie à un rapport intimiste à la ville illustrée par cette citation d’Ivan Chtcheglov : « Toutes les villes sont géologiques, et l’on ne peut faire trois pas sans rencontrer des fantômes, armés de tout le prestige de leurs légendes. Nous évoluons dans un paysage fermé dont les points de repère nous tirent sans cesse vers le passé. Certains angles mouvants, certaines perspectives fuyantes nous permettent d’entrevoir d’originales conceptions de l’espace, mais cette vision demeure fragmentaire. » (Formulaire pour un urbanisme nouveau)

## Lieux insolites évoqués dans le roman
Parmi les lieux évoqués dans le roman :
·     La Fontaine Médicis dans les Jardins du Luxembourg : selon l’auteur, elle procure une illusion d’optique et donne l’impression que « l’eau penche ».
·     Les Catacombes ou encore les anciennes carrières de Paris : le narrateur raconte une expédition souterraine dans ces souterrains interdits et une fête donnée en l’honneur du Saint-Patron des cataphiles, Philibert Aspairt.
·     Le 11, rue Toullier : c’est là que vécut Rainer Maria Rilke et le lieu inspira ses Cahiers de Malte Laurids Brigge. Par ailleurs, c’est par cet immeuble que le terroriste Carlos s’échappa après son quadruple assassinat commis au 13 de la même rue, le 27 juin 1975. Le roman tisse des correspondances autour de ce curieux rapprochement.
·     La rue Gît-le-Cœur : lieu de rencontre des surréalistes, puis de la beat generation, elle abritait le « Beat Hôtel » où séjournèrent William Burroughs, Jack Kerouac ou encore Brion Gysin.
·     Les toits de Paris, sur lesquels l’auteur s’est souvent promené, passion qu’il a par ailleurs expliquée dans un article paru dans L’Imbécile,.